# Blastobasis villella
Blastobasis villella é uma espécie de mariposa do gênero Blastobasis pertencente à família Coleophoridae.